# Szakra (Dara)
Szakra (arab. شقرة) – wieś w Syrii, w muhafazie Dara. W 2004 roku liczyła 487 mieszkańców.